# Hugin i Munin

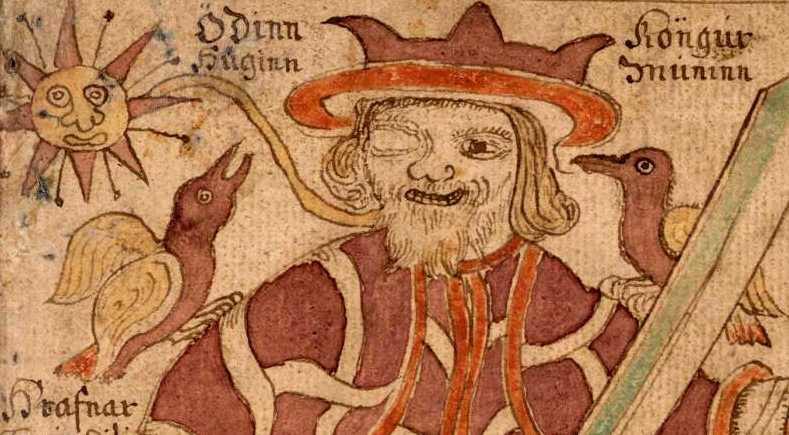
Hugin i Munin sobre les espatlles d'Odin en una il·lustració d'un manuscrit islandès del segle XVIII

Hugin i Munin, en la mitologia nòrdica són un parell de corbs associats amb el déu Odin. Hugin i Munin viatjaven arreu del món recollint notícies i informació per a Odin. Hugin és el "pensament" i Munin és la "memòria". Ambdós eren enviats a l'alba a recollir informació i tornaven a la tarda. Es posaven als muscles del déu i li murmuraven a l'oïda totes les novetats que havien sentit. És a causa d'aquests corbs que el kenningar (Hrafnaguð) "déu corb" s'utilitzava per a referir-se a Odin.